# Joachim Ouédraogo

Wappen von Joachim Ouédraogo

Joachim Ouédraogo (* 18. März 1962 in Rouko, Burkina Faso) ist ein burkinischer Geistlicher und römisch-katholischer Bischof von Koudougou.

## Leben
Joachim Ouédraogo empfing am 6. Juli 1991 das Sakrament der Priesterweihe für das Bistum Ouahigouya.
Am 20. November 2004 ernannte ihn Papst Johannes Paul II. zum Bischof von Dori. Der Bischof von Ouahigouya, Philippe Ouédraogo, spendete ihm am 19. März 2005 die Bischofsweihe; Mitkonsekratoren waren der Erzbischof von Koupéla, Séraphin François Rouamba, und der Erzbischof von Bobo-Dioulasso, Paul Yemboaro Ouédraogo. Am 4. November 2011 bestellte ihn Papst Benedikt XVI. zum Bischof von Koudougou. Die Amtseinführung erfolgte am 17. Dezember desselben Jahres.